# Hrotnatka obecná
Hrotnatka obecná (Daphnia pulex) je korýš patřící do řádu perlooček.

## Popis
Hrotnatka měří asi 0,5-1 mm. Má okrouhlé tělo, z boku zploštělé s nápadným druhým párem tykadel (první pár je velmi malý) a výrazným složeným okem. Kromě hlavy je tělo kryto chitinovým krunýřem. Tykadla druhého páru jsou na koncích rozvětvená a opatřená veslovacími brvami. Pomocí nich se hrotnatka pohybuje. Krátké nožky na hrudi mají lupínkovité žábry. Rytmickými pohyby nožek je voda s mikroskopickou potravou (planktonem) přiváděna k ústům. Při pozorování v mikroskopu můžeme v průhledném těle vidět srdce, zažívací trubici a u samice i vajíčka. V letním období se mohou líhnout jedinci i z neoplozených vajíček.
Výzkum genomu hrotnatky obecné odhalil, že tento živočich má téměř 31 000 genů, tj. více než člověk (asi třetina z nich je unikátních).